# محمد قائد سيف
الفريق محمد قائد سيف قُباطي من مواليد يوم الثلاثاء 10 أكتوبر 1933م في قرية الحنجرة - مديرية القبيطة. تخرج من الكلية الحربية الملكية بالقاهرة عام 1954م وشارك في حركة الثلايا عام 1955م، وهو عضو مجلس قيادة ثورة 26 سبتمبر 1962م الذي شكل في 28 سبتمبرم وعضو مجلس قيادة الثورة الذي شكل في 31 أكتوبر 1962م، وعضو مجلس الرئاسة الذي شكله المشير عبد الله السلال في أبريل 1963م. عين وزيراً للاقتصاد والإعلام في حكومة الثورة ووزير الدولة لشؤون رئاسة الجمهورية ورئيساً للجنة الشؤون الخارجية في المجلس ثم وزيراً للدفاع ونائباً للقائد العام للقوات المسلحة ونائب رئيس الجمهورية في نهاية عام 1963م وأنهى خدمته العامة سفيراً للجمهورية العربية اليمنية في روما خلال الفترة 1964 - 1968م.

## دراسته
تلقى تعليمه الابتدائي والمتوسط في عدن، ودرس في مدارسها حتى المرحلة الثانوية، ثم أتم دراسته الثانوية في القاهرة. التحق بالكلية الحربية الملكية في القاهرة في عام 1950م، وكان أول طالب يمني يتخرج من هذه الكلية العريقة في عام 1954م.
بعد استكمال دراسته العسكرية، عاد إلى عدن حيث عرضت عليه السلطات البريطانية الالتحاق بقوات جيشها (قوات الليوي العدنية)، لكنه اعتذر عن قبول العرض وفضّل الذهاب إلى تعز التزامًا بتعهد كان قد توافق عليه مع زملائه من الدارسين في مصر في تلك الحقبة، بالعودة إلى الداخل اليمني للعمل على تغيير الأوضاع فيها.
فضل القائد سيف التوجه إلى مدينة تعز حيث أسس كلية الشرطة بدعم من الجمهورية العربية المتحدة، وتولى مهام قيادة المحور الجنوبي. كما عمل ضابط اتصال بين البعثة العسكرية المصرية والإمام أحمد.

## العمل العسكري
فجّر، بمعية رفيقه الأقدم أحمد الثلايا، أحداث ثورة 1955 التي أُطيح بها مبكرًا، وكان نائب رئيس قيادة الثورة المجهضة. نجا من الإعدام والموت بأعجوبة، وهرب إلى عدن بعد فشل الثورة، وظل هناك ناشطًا في صفوف الثوار يُعدّون لملحمة السادس والعشرين من سبتمبر 1962م.
عاد بدعوة من القيادة السياسية إلى صنعاء عام 1980م، وكان له دور أساسي في إقناع القيادة السياسية بإصدار قرار بدعوة كل من المشير عبد الله السلال، والقاضي عبد الرحمن الإرياني، للعودة إلى صنعاء عام 1981م.
تم تقليده في عام 1989م بوسام الثلاثين من نوفمبر، وهو أعلى وسام في الشطر الجنوبي من اليمن، كما تم تقليده في عام 2007م بوسام السادس والعشرين من سبتمبر، وهو أعلى وسام في الشطر الشمالي من اليمن.

## ثورة 26 سبتمبر
قبل قيام ثورة السادس والعشرين من سبتمبر كان أحد المناضلين الذين ساهم في إدخال السلاح القادم من مصر لدعم قيام الثورة اليمنية بالتعاون مع المناضلين الأستاذ محمد مهيوب ثابت والشيخ عبد القوي حاميم والشيخ علي محمد سعيد والطيار عبد الرحيم عبد الله.
كان لمحمد قائد سيف قُباطي دور محوري في تنظيم حركة الضباط الأحرار اليمنيين. ووفقًا لما ورد في مذكرات سامي شرف، أحد أبرز مساعدي الرئيس المصري جمال عبد الناصر، فقد كان قُباطي مسؤولًا عن قيادة واحدة من أربع خلايا رئيسية شكّلها الضباط اليمنيون للإعداد للثورة. بينما تمركزت الخلايا الأخرى في صنعاء بقيادة عبد الله جزيلان، وفي تعز بقيادة عبد الغني مطهر، وفي الحديدة بقيادة حمود الجائفي، كانت الخلية الرابعة تتمركز في عدن وكان يقودها المناضل محمد قائد سيف.
عاد إلى تعز مع قيام الثورة، وأصبح عضوًا في مجلس قيادة ثورة 26 سبتمبر 1962م الذي شُكّل في 28 سبتمبر 1962م، ثم عضوًا في مجلس قيادة الثورة الذي شُكّل في 31 أكتوبر 1962م، ثم عضوًا في مجلس الرئاسة الذي شكله المشير عبد الله السلال في أبريل 1963م، وتولى مهام رئاسة لجنة الشؤون الخارجية في المجلس.
تولى بعدها حقيبة شؤون رئاسة الجمهورية، ثم عُيّن وزيرًا للاقتصاد والإعلام، وبذلك كان ثاني وزير إعلام خلال الفترة من 31 أكتوبر 1962م حتى 24 أبريل 1963م في حكومة الثورة بعد علي محمد أحمدي ثم وزيرًا للاقتصاد والإعلام وشؤون رئاسة الجمهورية في عهد رئيس الوزراء حمود الجائفي. شرعت وزارة الاقتصاد والإعلام، تحت قيادة المناضل محمد قائد سيف في إصدار أول عملة وطنية للجمهورية اليمنية، حيث تم سك الريال الجمهوري في مصر أواخر عام 1962. وفي نهاية عام 1963، أصدرت الوزارة مجموعة من المسكوكات المعدنية المعروفة بـ”البقشة”، علماً بأن الريال الواحد كان يعادل 40 بقشة.
تَرَقّى في نهاية عام 1963م إلى رتبة لواء وأصبح أول وزير دفاع للجمهورية العربية اليمنية ونائبًا للقائد العام للقوات المسلحة ونائب رئيس الجمهورية.
أنهى خدمته العامة سفيرًا للجمهورية العربية اليمنية في روما خلال الفترة 1964 – 1968م. وفي 20 مارس 1968م، منحه الرئيس الإيطالي جوزيبي ساراغات أرفع وسام في الجمهورية الإيطالية، وهو وسام الاستحقاق للجمهورية الإيطالية بدرجة "فارس الصليب الأعظم ذو العقدة الكبرى،" والذي يُمنح عادةً لرؤساء الدول لإسهاماتهم المتميزة في خدمة العلاقات الدولية والدبلوماسية.

## وفاته
توفي في بيروت 1 يوليو 2007م، عن عمر ناهز الرابعة والسبعين عاماً، وقد انطلق الموكب الجنائزي الرسمي لتشييعه إلى مثواه الأخير، والذي شهدته مدينة كريتر من جامع "خواص" المجاور لسكن آل قائد سيف قباطي في حافة حسين بكريتر، وتم دفنه بجانب قبر والده ووالدته في مقبرة القطيع في كريتر، بمديرية صيرة، محافظة عدن، يوم الثلاثاء 5 يوليو 2007م.
إثر وفاته، ومع تأبينه الرسمي من قبل الدولة، صدر قرار بترقيته إلى رتبة فريق. وقد توفي رحمه الله عن زوجة وخمسة أبناء: ولدان وثلاث بنات.